# Tony Ackerman
Anthony Alan „Tony“ Ackerman (* 20. Februar 1948 in Islington) ist ein ehemaliger englischer Fußballspieler.

## Karriere
Ackerman gehörte als Jugendlicher auf Amateurbasis West Ham United an, bevor er im Mai 1966 innerhalb Londons zu Leyton Orient wechselte. Am 28. Oktober 1966 erhielt er von Trainer Dick Graham seinen ersten Profivertrag und gab nur einen Tag später bei einem 1:1-Unentschieden gegen den FC Watford sein Debüt in der Third Division. Die Defensive war dabei mit Torhüter Ron Willis (18 Jahre), Ackerman (18), Tony Goodgame (20), Paul Went (17) und Peter Allen (19) eine der jüngsten der Vereinsgeschichte, lediglich Brian Whitehouse (31) konnte bereits auf eine längere Karriere zurückschauen.
In der Folge kam Ackerman nur sporadisch zum Einsatz und nach einem leihweisen Aufenthalt bei Corby Town in der Southern League Ende 1967 beendete er im Sommer 1968 seine Fußballerlaufbahn, um einer Anstellung im Druckgewerbe nachzugehen.